# 黑爾巴赫河 (肯普特河支流)
47°28′10″N 8°42′12″E / 47.46936°N 8.70347°E
黑爾巴赫河是瑞士的河流，位於該國北部，流經蘇黎世州，屬於肯普特河的左支流，河道全長2.9公里，流域面積3平方公里，發源自布呂滕南端。